# 原手合戦
原手合戦（はらてがっせん）は、永禄12年8月（1569年9月）に山中幸盛ら率いる尼子再興軍と、それを殲滅しようとする毛利軍との間に起こった戦いである。戦いの場所が原手郡（現在の島根県出雲市斐川町）で行われたことから、原手合戦と呼ばれる。

## 合戦までの経緯
永禄12年（1569年）、尼子再興を目指す尼子勝久ら尼子再興軍は、隠岐から出雲へと上陸し、出雲忠山（現在の島根県松江市美保関町）に本陣を設営した。その後破竹の勢いで出雲の諸城を攻略し、ほぼ出雲一国を手中に収めんとするまでに勢力を拡大した（尼子再興軍の雲州侵攻）。
しかし、出雲の拠点である月山富田城の攻略に手間取ったこともあり（月山富田城の戦い）、石見銀山を守備していた服部左兵衛ら毛利軍が、小田助右衛門を大将に尼子再興軍を討伐するため進軍する。小田助右衛門らは、約3,000の兵を率い出雲戸倉（現在の島根県出雲市稗原町）から原手郡（現在の島根県出雲市斐川町）を目指した。これを迎え討つため山中幸盛ら尼子再興軍は、約2,700の兵を率い原手郡へ進軍した。

## 原手合戦
毛利軍は、第一陣に服部左兵衛らの軍を、第二陣に出羽元資らの軍を、第三陣に小田助右衛門らの軍を布陣した。対する尼子軍は、第一陣に山中幸盛、立原久綱らの軍を、第二陣に隠岐為清らの軍を布陣した。
戦いは当初から尼子軍が圧倒し、毛利軍の第一陣、第二陣は大崩れとなった。第三陣にいた小田助右衛門が奮戦するも、当初傍観していた米原綱寛らの軍が加勢したため、毛利軍は総崩れとなり敗北した。小田助右衛門は横道高宗に討ち取られ、毛利軍は残った手勢300となって赤穴へ落ちのびていった。

## 合戦後の影響
この戦いで、尼子再興軍の威勢は更に高まった。しかし、この合戦で尼子再興軍に味方した隠岐為清が、後に美保関で叛旗を翻すこととなる（美保関の合戦）。為清が謀叛を起こした理由は定かではないが、一説には、この戦いで弟の隠岐清実の恩賞が自分より勝っていたことを不満にもち、月山富田城主の天野隆重と協力して美保関で反乱を起こしたとされる。